# Nelbia Romero

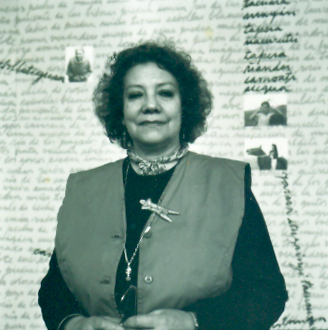
Nelbia Romero

Nelbia Romero Cabrera (8 tháng 12 năm 1938 - 3 tháng 4 năm 2015) là một nghệ sĩ thị giác người Uruguay. Cô bắt đầu sự nghiệp vẽ và khắc và sau đó kết hợp các ngôn ngữ nghệ thuật khác, như nhiếp ảnh, sắp đặt và biểu diễn. Công việc của cô được đánh dấu bởi các chủ đề chính trị và phản kháng. Cô là một người tham gia tích cực trong Montevideo Engraving Club ở Montevideo Engraving Club. Cô đã nhận được học bổng Guggenheim vào năm 1994 và được trao giải Figari năm 2006 cho sự nghiệp nghệ thuật của mình.

## Tiểu sử

### Thời thơ ấu
Nelbia Romero sinh ngày 8 tháng 12 năm 1938 tại thị trấn Durazno, Uruguay. Cô là con gái lớn của một gia đình địa chủ nông thôn. Cha mẹ cô, Apolinaria Cabrera và Conrado Romero, định cư ở thành phố và sinh ra cô, sau đó María Teresa, em gái út của cô cũng được sinh ra.
Việc học tập của Romero xen kẽ giữa thành phố và vùng nông thôn, nơi cô sống trong kỳ nghỉ của mình. Cha của cô, một chủ đất và nhân vật chính trị địa phương, hoạt động xã hội và vô thần, đã chia sẻ với con gái lớn của mình một mối quan tâm đến âm nhạc và lịch sử, và chia sẻ với cô mối quan tâm của ông đối với công bằng xã hội.

### Đào tạo
Romero hoàn thành chương trình học tiểu học và trung học tại trường Quan niệm Vô nhiễm Nguyên tội của Durazno. Cô rời đi mà không hoàn thành nghiên cứu kiến trúc chuẩn bị vào năm 1959 để tham gia Hội thảo nghệ thuật nhựa Durazno. Claudio Silveira Silva, giáo viên của cô trong hai năm, đã ảnh hưởng mạnh mẽ đến ơn gọi của cô và khuyến khích cô chuyển đến Montevideo để tiếp tục học tại National Institute of Fine Arts (University of the Republic) (ENBA). Được cha cô ủng hộ, cô chuyển đến thủ đô của đất nước này vào năm 1962, từ bỏ kế hoạch kết hôn. Tại ENBA, cô đã có được nhiều ảnh hưởng nghệ thuật và chính trị. Họa sĩ Mario Pareja hướng dẫn cô đến với nghệ thuật đồ họa, gợi ý rằng cô vào học trong xưởng in. Năm 1967, cha cô qua đời và cô ngừng học tại Học viện.